# Буквы из ящика радиста
«Буквы из ящика радиста» — советский рисованный мультфильм, созданный режиссёрами Владимиром Пекарем и Владимиром Поповым на студии «Киевнаучфильм» в 1966 году. Сценарий по сказке «Vypravování o třech písmenkách» (1933) чешского писателя Юлиуса Фучика и Богумилы Силовой.

## Сюжет
На терпящем крушение пароходе «Батаява» три буквы («S», «O» и «S») вылетают из ящика радиста для того, чтобы сообщить всему миру об этом бедствии. Вначале буквы влетают к панам Жадному и Скоробогатому, но те их со злобой выгоняют. Затем буквы долетают до Дяди Плотника, после которого пролетают над пустыней и, наконец, сообщают о происшествии эскимосам. Все спешат на помощь утопающим. Буквы долетают до парохода «Киргизия», и именно он спасает моряков, вовремя придя к месту катастрофы. После того, как буквы закончили выполнение своего доброго дела, они вернулись в ящик радиста.

## Над фильмом работали
- Авторы сценария: Игорь Николаев, Владимир Пекарь, Владимир Попов
- Режиссёры: Владимир Пекарь, Владимир Попов
- Художники-постановщики: Владимир Попов, Радна Сахалтуев
- Композитор: Александр Зацепин
- Текст песни: Леонид Дербенев
- Поёт: Владимир Трошин
- Оператор: Анатолий Гаврилов
- Звукооператор: Р. Пекарь
- Монтажёр: Ю. Срибницкая
- Художники: Алла Грачева, Владимир Гончаров, Давид Черкасский, В. Демкин, Владимир Пекарь, Владимир Попов

## Технические данные
Графический цветной мультфильм «Буквы из ящика радиста» был снят на Киевской киностудии научно-популярных фильмов в 1965 году. Его плёнка состояла из двух частей общей длиной 527 метров. Фильму было выдано прокатное удостоверение ВЭ IX 1966 г.

## Критика
Историк мультипликации и киновед Георгий Бородин на страницах своего живого журнала отнёс снятую на «Киевнаучфильме» картину «Буквы из ящика радиста» к крупным постановкам режиссёров Владимира Пекаря и Владимира Попова, сообщил, что, по его мнению, в этой ленте были эффективно применены «элементы лимитированной мультипликации», а также отметил, что, по его мнению, в этом фильме стилистика Попова вновь доминировала, хотя влияние Радны Сахалтуева (бывшего вторым художником-постановщиком ленты) видно на фоновых изображениях в городских эпизодах.
Музыкальный журналист Денис Бояринов из OpenSpace.ru и певица и композитор Галя Чикис приводят мультфильм как один из характерных примеров отсутствия культурной цензуры в советской анимации: в фильме жизнь западного общества иллютрируют стилизации-пародии на твист, шейк, буги. Композиции Александра Зацепина они относят к редкому жанру советского лаунжа, отмечая, что Зацепин прославился как автор мелодий к фильму «Кавказская пленница», снимавшемся в том же году (1966). Отдельно отмечается качественный эстрадный номер, открывающий мультфильм, в исполнении Владимира Трошина.